# Danska vägen, Göteborg
Danska vägen är en cirka 2 kilometer lång gata i stadsdelarna Bö, Gårda, Lunden, Olskroken och Bagaregården i Göteborg, som sträcker från (ungefär) Sankt Sigfrids plan till Redbergsplatsen. Gatan är numrerad från 1 till 110.

## Historia

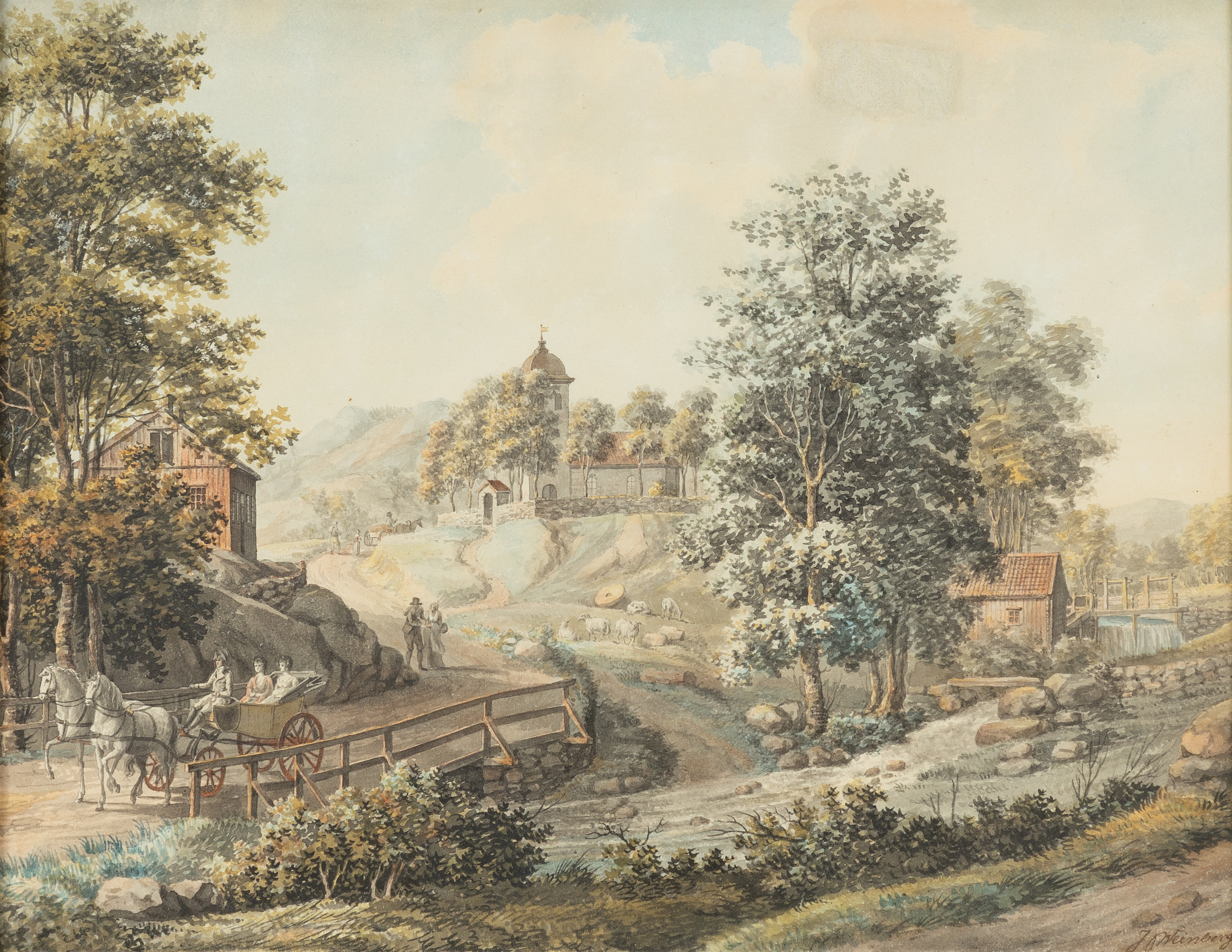
Danska Vägen, uppfart vid Delsjöbäcken mot Örgryte gamla kyrka. Målad av Justus Fredrik Weinberg runt år 1800.

Första gången planerna på Danska Vägen – eller Danske Vägen – har omnämnts var 1724, och 1733 talas det om den som en nyanlagd väg "för de danska resandes bekvämlighet". Enligt andra skrifter anlade och underhöll danskarna vägen själva för att förbättra framkomligheten för deras postskjutsar, som tydligen inte fick passera igenom det befästa Göteborg.
På 1750-talet uppförde Svenska ostindiska kompaniets direktör Gubbero landeris mangårdsbyggnad, vid Redbergsvägen ett stycke väster om Danska vägens möte med Redbergsplatsen. I norra änden av vägen låg ett värdshus som kallades Rebergz krog, Danska gästgivaregården eller Danska värdshuset. 

### Sträckning
Stadsarkitekten i Göteborg Bengt Wilhelm Carlberg skriver i en kommentar på; "Situations Charta omkring Götheborg af mig författad År 1736", att Hwarefter nya Danska Wägen den tiden utstakades från Reberget genom utmarken öfwer Underås Bro och Gete berget. Det innebär att Danska Vägen fick ny sträckning mellan åtminstone Underåsbron över Mölndalsån och nuvarande Korsvägen (Geteberget ligger mellan Södra Vägen och Liseberg) redan kring 1736. Fram till 1923 ingick även sträckan mellan Underåsbron och Korsvägen, då vägen gjordes om i samband med Jubileumsutställningen i Göteborg samma år. Detta vägavsnitt tillhör numera Örgrytevägen. Danska Vägens gamla sträckning var en direkt fortsättning bakom Örgryte gamla kyrka, parallellt med Västkustbanan och ner mot Örgrytevägen, där den också mötte Delsjöbäcken.
I samband med att höghusen i Prästgårdsängen skulle uppföras, fick Danska Vägen 1961 en ny sträckning mellan Örgryte nya kyrka och Danska Vägens möte med Kärralundsgatan. Det gamla avsnittet blev i huvudsak Lilla Danska Vägen, som under 1800-talet och fram till Örgrytes införlivning med Göteborg var namnet på en mindre genväg från Danska Vägen mot Södra Vägen, från nuvarande Örgrytevägen strax väster om Västkustbanan till Mölndalsån vid Trycksgatan. På en karta från 1939 syns, att Danska vägen övergår i Lilla Danska vägen vid mötet med Valåsgatan, för att därefter ta vid igen i höjd med Kärralundsgatan. Danska vägens nya sträckning är inprickad på kartan.
Enligt en annan mening, som har framförts av professor Bengt Hesselman i uppsatsen Långheden och Hälsingskogen, skulle namnet betyda "vägen som danskarna kommer" (till Nya Lödöse). Det skulle betyda, att namnet är mycket äldre och att vägen i så fall från början hade en annan sträckning, utmed östra sidan av Mölndalsån och över Ranängen. Under kriget 1611-1613 använde den danske kungen Kristian IV leden (Danska vägens sträckning) vid sina anfall mot Gullberg, Nylöse och Gamla Älvsborg. Längs Danska vägen kunde man rida fort, utom vid backen nära Örgryte gamla kyrka som var "helig" och där man tvingades att "skritta".
År 1859 beskriver en konstnär och skribent Danska vägen: "Den vackraste av Göteborgs promenader är utan tvekan den s.k. Danska vägen ... den för förbi villor och lantställen, där göteborgarna söker sin vila från dagens arbete, sin svalka under sommardagens hetta."

### Bilder

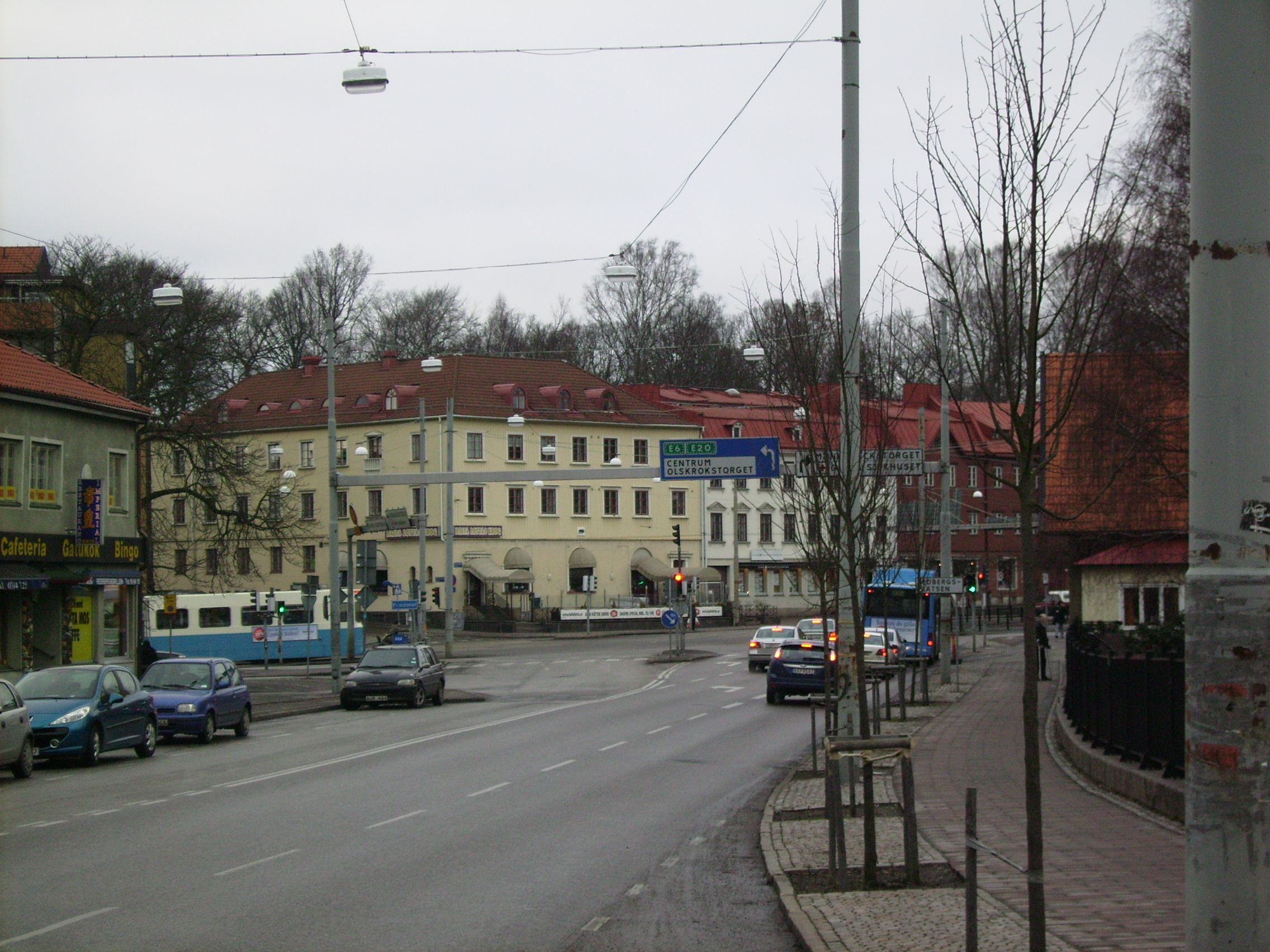
Från Danska vägen skymtar Redbergsplatsen, februari 2009.

## Byggnader och verksamheter utmed Danska vägen
- Danska vägen 1 — Örgryte gamla kyrka.
- Danska vägen 8 — Wilhelmsberg.
- Danska vägen 13 — Olsagården. Uppfördes 1921 av arkitekten Nils Olsson som även bebodde villan, samt ritade omkring hälften av villorna i Örgryte trädgårdsstad under 1920-talet. Hit flyttade Olsson sin arkitektverksamhet i september samma år från Fredsgatan.[14]
- Danska vägen 20 — Överås, mötesplats i regi av Metodistkyrkan.[15]
- Herrgårdsgatan 2 — Örgryte nya kyrka.
- Lilla Danska vägen 1 — Böskolan (friskola).[16]
- Lilla Danska vägen 26 — Katolska skolan av Notre Dame.[17]
- Danska vägen 61A — Dicksons Hus, äldreboende.[18] J.J. Dicksons Stiftelses gamla byggnad på platsen revs 1975, för att lämna plats åt "Dicksons Hus," som stod klart vid årsskiftet 1977-78.[19]
- Danska vägen 65 — Två lamellhus med 68 lägenheter i sex våningar, uppförda 2011-2013 av Magnus Månsson Fastigheter AB. Arkitekt var Semrén & Månsson Arkitekter. Det norra av husen står på Runebergsplatsen, fram till 1923 Stortorget, i Kvarteret 23 Juten.[20][21][22]
- Danska vägen 70 — Hotell Örgryte.[23]
- Danska vägen 74 — Glassbutiken Lejonet & Björnen.
- Danska vägen 70B — Tåns kyrkogård, invigd 1867.[24]
- Nobelplatsen 5 — Östra kyrkogården.
- Danska vägen 92-98 - Byggnadsfirman Roséns fastighet i 18:e kvarteret Spolen. I detta kvarters södra del gick tidigare Narvagatan fram, som förband Danska vägen med Sankt Pauligatan, mitt emot Räntmästaregatan. Gatan försvann då ett flertal villor revs 1963-1964 för att lämna plats åt det cirka 60 meter långa tegelhus som skulle uppföras mot Danska vägen. Det skulle rymma 48 lägenheter i storlek två till fem rum och i bottenvåningen butiker och en postlokal. Samma huskropp byggdes därefter vidare i vinkel mot Mäster Johansgatan, med tre till fem våningar och 60 lägenheter.[25]
- Danska vägen 100 — Gileadkyrkan.[26]
- Mäster Johansgatan 1 — Sankt Paulikyrka.
- Danska Vägen 108–110 — Redbergsgården, byggdes som ett Folkets hus och togs i bruk den 29 september 1934. Arkitekt var Carl Bergsten. Byggnaden om- och tillbyggdes 1956. Här fanns samlingslokal, samt biografen Redbergsgården mellan 1943 och 1971. Det var på övervåningen som en sal gjordes om till biograf, vilken från 1943 hyrdes av AB Cosmorama med filmvisningar på lördagar och söndagar, helgdagsaftnar samt helgdagar klockan 19 och 21. Den 30 oktober 1943 visades den första filmen, Det brinner en eld med Inga Tidblad, Lars Hanson och Victor Sjöström. Sista film blev Fästningen i Ardennerna år 1971.[27][28]

### Historiskt
- Mamsell Tengströms skola, var ett skolhus ungefär vid nuvarande Nobelplatsen vid Danska vägen. Skolstyrelsen menade i februari 1865 att nya skolor måste uppföras för barn i Redbergslid, Nyfikeliden med omnejd. Änkan Lindbergs hus n:o 18 litt B i 12 roten vid Danska vägen, ropades in på auktion i april 1865 för 5 500 riksdaler riksmynt. Huset i två våningar var byggt av trä och täckt av tegelpannor. Efter ritning av byggmästare A. Krüger ändrades huset till att innehålla tre småskolesalar, en folkskolesal och tre lärarinnebostäder. Kommendörkapten J.E. Ekman på Gubbero, som då var ledamot av skolstyrelsen, sänkte den årliga hyran från 100 riksdaler riksmynt till 50. Trädgårdsmästare Liepe anlade en skolgård och en plantering för 500 riksdaler. Skolan kallades oftast för "mamsell Tengströms skola" efter en av lärarinnorna där. Då Redbergsskolan stod färdig 1881 flyttades klasserna över dit.[29][30][31]

## Fastighetsbeteckningar
- (1) Bö 108:1
- (2) Gårda 33:36
- (4) A Bö 71:15
- (4) B Bö 71:16
- (5) Bö 28:5
- (6) Bö 71:43
- (7) Bö 21:13
- (8) Bö 71:42
- (9) Bö 21:14
- (10) Bö 71:25
- (11) Bö 21:15
- (12) Bö 71:25
- (13) Bö 21:16
- (14) Bö 70:15
- (15) Bö 21:17
- (16) Bö 70:13
- (17) Bö 21:1
- (18) Bö 70:1
- (19) Bö 21:22
- (20) Bö 72:20
- (21) Bö 1:1
- (22) Bö 69:1
- (23) Bö 1:2
- (24) Bö 73:32
- (25) A Bö 1:16
- (25) B Bö 1:15
- (26) Bö 73:31
- (27 Bö 1:13
- (28) Bö 73:30
- (30) Bö 73:29
- (32) Bö 73:28
- (34) Bö 73:27
- (39) Bö 9:10
- (61 A) Lunden 35:2
- (61 B) Lunden 35:2
- (61 C) Lunden 35:2
- (63) Lunden 35:5
- (64) Bö 76:48
- (65) Lunden 35:4
- (66 A) Lunden 4:13
- (66 B) Lunden 4:13
- (67) Lunden 23:1
- (68) Lunden 4:12
- (69 Lunden 22:15
- (70) Lunden 4:12
- (71 A) Lunden 22:14
- (71 B) Lunden 22:14
- (72 A) Lunden 17:27
- (72 B) Lunden 17:27
- (72) Lunden 17:27
- (73 A) Lunden 22:9
- (73 B) Lunden 22:9
- (73 C) Lunden 22:9
- (73 D) Lunden 22:9
- (73) Lunden 22:9
- (74 A) Lunden 17:26
- (74 B) Lunden 17:26
- (74) Lunden 17:26
- (75) Lunden 25:25
- (76 A) Lunden 17:25
- (76 B) Lunden 17:25
- (76 C) Lunden 17:25
- (76) Lunden 17:25
- (77) Lunden 25:24
- (78 A) Lunden 17:25
- (78 B) Lunden 17:25
- (79 A) Lunden 25:23
- (79 B) Lunden 25:23
- (79 C) Lunden 25:23
- (79 D) Lunden 25:23
- (79) Lunden 25:23
- (80) Lunden 17:24
- (81) Lunden 67:1
- (82) Lunden 17:24
- (83) Lunden 67:1
- (84 A) Lunden 17:22
- (84 A) Lunden 17:22
- (84 B) Lunden 17:22
- (84 C) Lunden 17:22
- (84 D) Lunden 17:22
- (84) Lunden 17:22
- (85) Lunden 67:2
- (86) Lunden 17:21
- (87) Lunden 67:3
- (88) Lunden 17:21
- (89) Lunden 64:8
- (90) Lunden 17:21
- (91 A) Lunden 64:8
- (91 B) Lunden 64:8
- (91) Lunden 64:8
- (92) Lunden 17:21
- (94) Lunden 17:21
- (96) Lunden 17:21
- (97 A) Lunden 19:22
- (97 B) Lunden 19:22
- (97 C) Lunden 19:22
- (97) Lunden 19:22
- (98) Lunden 17:21
- (99 A) Lunden 19:11
- (99 B) Lunden 19:11
- (100) Lunden 17:20
- (103) Bagaregården 742:9
- (108) Olskroken 33:6
- (110) Olskroken 33:6